# تدبير متلازمة توريت
متلازمة توريت (تُعرف اختصارًا باسم توريتس أو «تي إس») هي أحد أنواع اضطرابات النمو العصبي الوراثية التي تبدأ في مرحلة الطفولة أو المراهقة، وتتسم بتطور العرات الحركية والصوتية. يهدف تدبير متلازمة توريت إلى تدبير أعراضها للوصول إلى الحد الأمثل من الأداء الوظيفي عوضًا عن القضاء على هذه الأعراض؛ لا يتطلب جميع المصابين بمتلازمة توريت العلاج، ولا يُستخدم أي دواء شاف أو فعال عالميًا. تُعتبر طمأنة المريض وتفسير الحالة له علاجًا كافيًا في غالبية الحالات؛ يمثل التثقيف جزءًا هامًا من أي خطة علاجية.
قد يختبر المرضى المصابين بمتلازمة توريت أعراضًا مرتبطة بحالات مراضة مشتركة بالإضافة إلى العرات الحركية والصوتية. تشمل الحالات المرضية المترافقة مع المتلازمة اضطراب نقص الانتباه مع فرط النشاط (إيه دي إتش دي)، والاضطراب الوسواسي القهري (أو سي دي)، وعجز التعلم واضطرابات النوم. قد يعاني المرضى المصابون باضطراب نقص الانتباه مع فرط النشاط إلى جانب متلازمة توريت أيضًا من اضطرابات في السلوك الممزق، والأداء الوظيفي العام والوظيفة المعرفية. يُعتبر الاضطراب الوسواسي القهري المترافق مع المتلازمة أيضًا أحد مصادر العجز التي تتطلب العلاج الضروري. لا يعاني جميع المصابين بمتلازمة توريت من حالات مرضية مرافقة أخرى ولا يتطلب جميعهم العلاج، لكن تبرز ضرورة العلاج عند ترافق المتلازمة مع اضطرابات مرضية أخرى.

## أولويات التدبير
يمكن تقسيم تدبير متلازمة توريت إلى علاج العرات وعلاج الحالات المرضية المرافقة، التي تُعتبر في حال وجودها مصدرًا أكبر للعجز الوظيفي من العرات نفسها.
لا يوجد علاج لمتلازمة توريت. لا يُستخدم دواء واحد في علاج جميع الأعراض بفعالية، ولا توجد أي موافقة على استخدام معظم الأدوية المستخدمة لهذا الغرض، بالإضافة إلى عدم ترافق كل من هذه الأدوية مع خطر تطور آثار ضارة هامة. يركز العلاج على تحديد الأعراض المسببة لأكبر درجة من العجز ومن ثم مساعدة الفرد على تدبيرها. نظرًا إلى اعتبار الحالات المرضية المرافقة المصدر الأكبر للعجز والاضطراب عوضًا عن العرات، يقع علاج مثل هذه الحالات في أولويات تدبير المتلازمة. يُعتبر تدبير متلازمة توريت مخصصًا لكل فرد ويضم عمليات اتخاذ القرار الطبي المشترك بين الطبيب، والمريض، والعائلة ومقدمي الرعاية.
تُعتبر توعية المريض، وطمأنته وإخضاعه للعلاج النفسي السلوكي تدابيرًا كافية في غالبية الحالات. على وجه التحديد، تمثل التربية النفسية الموجهة للمرضى وعائلاتهم ومجتمعهم المحيط استراتيجية التدبير الجوهرية. يُعد الانتظار اليقظ بدوره «نهجًا مقبولًا» لدى المرضى الذين لا يعانون من العجز الوظيفي. قد يشمل تدبير الأعراض كلًا من العلاجات السلوكية، والنفسية والدوائية. لا يُوصى بالتدخل الدوائي إلا في حالات الأعراض الشديدة، بينما يُستخدم العلاج النفسي أو العلاج السلوكي المعرفي (سي بي تي) لتحسين أعراض الاكتئاب والعزلة الاجتماعية وتعزيز الدعم العائلي. يمكن اتخاذ قرار استخدام العلاج السلوكي أو الدوائي عادة «بعد التدخل التوعوي والداعم على مدى شهور عدة، مع وجود أعراض شديدة مستمرة من العرات التي تشكل مصدرًا للعجز فيما يتعلق بتقدير الذات، أو العلاقات مع العائلة أو الأقران أو الأداء المدرسي».

## علاج اضطراب نقص الانتباه مع فرط النشاط في وجود اضطرابات العرات
يمتلك المرضى المصابين بمتلازمة توريت المحالين إلى العيادات التخصصية معدلًا مرتفعًا للإصابة باضطراب نقص الانتباه مع فرط النشاط (إيه دي إتش دي) بشكل مترافق مع المتلازمة، لذلك يشكل علاج اضطراب «إيه دي إتش دي» المترافق مع العرات جزءًا من العلاج السريري لمتلازمة توريت. قد يختبر الأفراد المصابون باضطراب نقص الانتباه مع فرط النشاط إلى جانب متلازمة توريت مشاكل في السلوكيات الممزقة، والأداء الوظيفي العام والوظيفة المعرفية، إذ تعود هذه الأعراض إلى اضطراب «إي دي إتش دي»، ما يسلط الضوء على أهمية تحديد مثل هذه الحالات المرافقة عند وجودها إلى جانب علاجها.
تُعد المنبهات وغيرها من الأدوية الأخرى مفيدة في علاج اضطراب «إيه دي إتش دي» عند ترافقه مع اضطرابات العرات. يمكن استخدام مختلف العقاقير من الفئات الدوائية الأخرى عند فشل المنبهات. يوجد عدد متوسط من الأدلة الداعمة لانخفاض معدل العرات عند استخدام الكلونيدين مع الميثيل فينيدات، أو الديسيبرامين أو الميثيل فينيدات لوحده بشكل أكبر من استخدام الأدوية الوهمية عند ترافق المتلازمة مع اضطراب «إيه دي إتش دي»؛ نادرًا ما يُستخدم الديسيبرامين بعد ورود تقارير بحدوث الموت المفاجئ لدى الأطفال. لا يؤدي استخدام الأتوموكسيتين إلى تفاقم العرات، إلا أنه يسبب فقدان الوزن وزيادة معدل ضربات القلب.
أثار موضوع علاج اضطراب «إيه دي إتش دي» في وجود اضطرابات العرات الجدل لوقت طويل. تجنبت الممارسة الطبية القديمة استخدام المنبهات (مثل الريتالين) في وجود العرات، بسبب المخاوف المتعلقة بتأثير المنبهات السلبي على العرات ما يؤدي إلى تفاقمها؛ مع ذلك، أظهرت خطوط بحثية عديدة إمكانية الاستخدام الحذر للمنبهات في وجود اضطرابات العرات. أظهرت العديد من الدراسات أن استخدام المنبهات غير مسؤول عن تفاقم العرات بدرجة أكبر من استخدام الأدوية الوهمية، وأشارت إلى إمكانية استخدامها للتقليل من شدة هذه العرات. ما يزال هذا الموضوع جدليًا، ويستمر المرجع الرقمي لإعطاء الوصفات الطبية (بّي دي آر) في التحذير من استخدام المنبهات في وجود اضطرابات العرات، ما يؤدي إلى إحجام الأطباء عن استخدامها. يشعر أطباء آخرون بالراحة إزاء استخدامها ويؤيدون الدخول في تجارب استخدام المنبهات عند ترافق العرات مع اضطراب نقص الانتباه مع فرط الحركة، نظرًا إلى أعراض العجز الشديدة لاضطراب نقص الانتباه مع فرط الحركة مقارنة بأعراض العرات.
تمثل المنبهات الخط العلاجي الأول لاضطراب «إيه دي إتش دي» مع فعالية مثبتة، لكن تصل نسبة فشلها إلى 20% من الحالات، حتى في الحالات غير المترافقة مع اضطرابات العرات. تشمل أدوية المنبهات الموصوفة في الوقت الحالي: الميثيل فينيدات (يتوفر بالاسم التجاري ريتالين، أو ميتاديت أو كونسيرتا)، والديكسترومفيتامين (دديكسيرين وأملاح الأمفيتامين المختلطة (آداريل). يمكن استخدام عدد من الأدوية الأخرى عند تعذر استخدام المنبهات. تشمل هذه الأدوية ناهضات ألفا 2 (كلونيدين وغاونفاسين). يوجد دعم تجريبي جيد لاستخدام الديسيبرامين، والبوبروبيون والأتوموكسيتين (يتوفر بالاسم التجاري ستراتيرا). يمثل الأتوموكسيتين الدواء الوحيد غير الخاضع لرقابة إدارة الغذاء والدواء (إف دي إيه) والموافق عليه كعلاج لاضطراب نقص الانتباه مع فرط النشاط، لكن فعاليته منخفضة مقارنة بالمنبهات بالنسبة لعلاج الاضطراب. يظهر هذا الدواء أيضًا حالات فردية من تلف الكبد ويحمل إنذار الصندوق الأسود بشأن التفكير الانتحاري، بالإضافة إلى حدوث زيادة معدل ضربات القلب، وانخفاض الشهية والغثيان الناتج عن العلاج عند استخدامه وفقًا لدراسات عدة.